# 알레산드라 토레사니

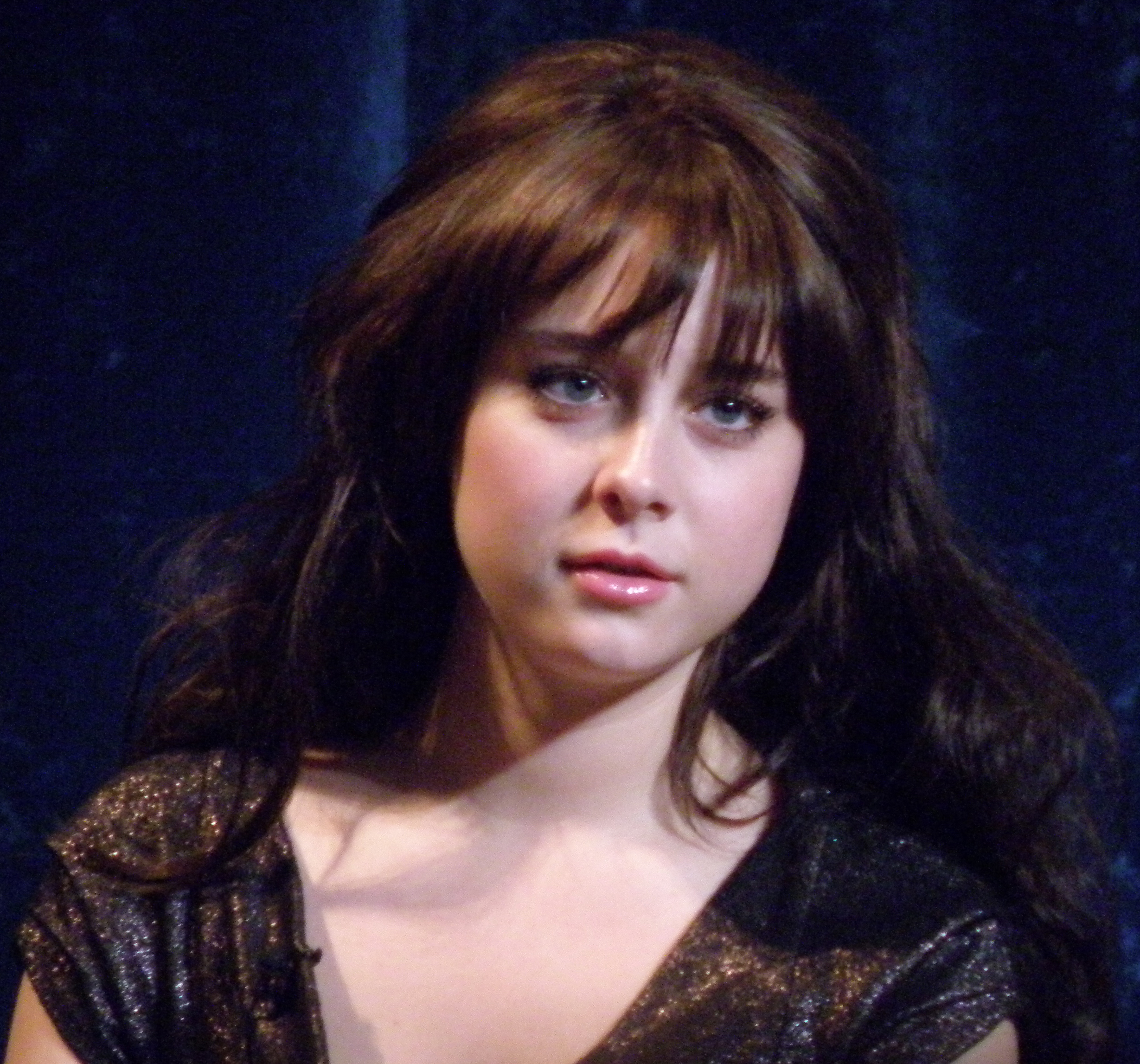
2009년 모습

알레산드라 토레사니(Alessandra Torresani, 1987년 5월 29일 ~ )는 미국의 배우이다.
팰로앨토에서 태어났다. 9살 때 태권도 검은띠를 땄다고 한다.

## 출연 작품

### 영화
- Baby Bedlam (2000)
- 레슬링 소년 제이스 (2004, Going to the Mat) - 메리 베스 역
- 파라노말 이니테이션 (2011, American Horror House) - 다리아 역
- 플레이백 (2012) - 브리애나 역
- The Moment (2013) - 에마 역
- Car Dogs (2016)
- Outlaw (2016) - 알레산드라 역
- 스텝 시스터즈 (2018, Step Sisters)

### 텔레비전
- 카프리카 (2009-10)
- Undateable (2010)
- Up Close with Carrie Keagan (2010) - 본인
- 아메리칸 호러 스토리 (2011) - 스테퍼니 역
- 웨어하우스 13 (2011)
- 두 남자와 1/2 (2014)
- 포스터 가족 (2015)
- 워커홀릭스 (2015)
- 루시퍼 (2016)
- 빅뱅 이론 (2016-17)
- 배트우먼 (2020)